# Camerun ai Giochi della XXXI Olimpiade
Il Camerun ha partecipato ai Giochi della XXXI Olimpiade, che si sono svolti a Rio de Janeiro, Brasile, dal 5 al 21 agosto 2016.
La delegazione era composta da 24 atleti, cinque uomini e diciannove donne, che hanno gareggiato in sei discipline. Portabandiera alla cerimonia di apertura è stato il pugile Wilfred Ntsengue.
Si è trattato della quattordicesima partecipazione consecutiva ai Giochi. 
Per la nona volta, e seconda consecutiva, il Camerun non ha conquistato nessuna medaglia.
La migliore prestazione della delegazione è stata realizzata dalla lottatrice Annabelle Laure Ali che ha disputato, perdendola, la finale per il bronzo nella propria categoria, classificandosi quinta.

## Risultati

### Atletica leggera
Femminile
Eventi su pista e strada
| Athleta                 | Evento         | Qualificazione | Qualificazione | Finale          | Finale          |
| Athleta                 | Evento         | Misura         | Posizione      | Misura          | Posizione       |
| ----------------------- | -------------- | -------------- | -------------- | --------------- | --------------- |
| Auriol Dongmo           | Getto del peso | 17.92          | 10 q           | 16.82           | 12              |
| Joëlle Mbumi Nkouindjin | Salto triplo   | 13.11          | 36             | non qualificata | non qualificata |

### Judo
Femminile
| Atleta                           | Evento | 16-esimi                        | Ottavi               | Quarti               | Semifinali           | Ripescaggio          | Med. bronzo          | Finale               | Posizione |
| Atleta                           | Evento | Avversario Risultato            | Avversario Risultato | Avversario Risultato | Avversario Risultato | Avversario Risultato | Avversario Risultato | Avversario Risultato | Posizione |
| -------------------------------- | ------ | ------------------------------- | -------------------- | -------------------- | -------------------- | -------------------- | -------------------- | -------------------- | --------- |
| Hortence Vanessa Mballa Atangana | -78 kg | D. Pogorzelec (POL) P (000-000) | non qualificata      | non qualificata      | non qualificata      | non qualificata      | non qualificata      | non qualificata      | 17°       |

### Lotta
Lotta libera
Femminile
| Atleta               | Evento | Qualificazione           | Ottavi                    | Quarti                   | Semifinali           | Ripescaggio Turno 1  | Ripescaggio Turno 2   | Finale                | Pos.                 |
| Atleta               | Evento | Avversario Risultato     | Avversario Risultato      | Avversario Risultato     | Avversario Risultato | Avversario Risultato | Avversario Risultato  | Avversario Risultato  | Avversario Risultato |
| -------------------- | ------ | ------------------------ | ------------------------- | ------------------------ | -------------------- | -------------------- | --------------------- | --------------------- | -------------------- |
| Rebecca Ndolo Muambo | −48 kg | E. Yankova (BUL) P (0-4) | non qualificata           | non qualificata          | non qualificata      | non qualificata      | non qualificata       | non qualificata       | 16                   |
| Joseph Essombe       | −53 kg | Bye                      | B. Argüello (VEN) P (0-5) | non qualificata          | non qualificata      | non qualificata      | non qualificata       | non qualificata       | 16                   |
| Annabelle Ali        | −75 kg | Bye                      | J. Weffer (VEN) V 6–0     | G. Manyurova (KAZ) P 6-8 | non qualificata      | Bye                  | Z. Németh (HUN) V 3-1 | E. Bukina (RUS) P 1-3 | 5                    |

### Pugilato
| Atleta               | Evento                      | Sedicesimi             | Ottavi di finale       | Quarti di finale     | Semifinali           | Finale               | Pos. |
| Atleta               | Evento                      | Avversario Risultato   | Avversario Risultato   | Avversario Risultato | Avversario Risultato | Avversario Risultato | Pos. |
| -------------------- | --------------------------- | ---------------------- | ---------------------- | -------------------- | -------------------- | -------------------- | ---- |
| Simplice Fotsala     | Pesi mosca leggeri (-49 kg) | Yafai(GBR) P (0-3)     | non qualificato        | non qualificato      | non qualificato      | non qualificato      | 17   |
| Mahaman Smaila       | Pesi superleggeri (-64 kg)  | B. Gözgeç(TUR) P (0-3) | non qualificato        | non qualificato      | non qualificato      | non qualificato      | 17   |
| Wilfred Ntsengue     | Pesi medi (-75 kg)          | J. Vivas(COL) V 2–1    | H. B. Abdin(EGY) P 0–3 | non qualificato      | non qualificato      | non qualificato      | 9    |
| Hassan N'Dam N'Jikam | Pesi mediomassimi (-81 kg   | M. Borges(BRA) P 0–3   | non qualificato        | non qualificato      | non qualificato      | non qualificato      | 17   |

### Pallavolo
Femminile
Formazione
| N° | Nome                  | Ruolo | Data di nascita   | Squadra        |
| -- | --------------------- | ----- | ----------------- | -------------- |
| -  | Jean-René Akono       | All   | 4 agosto 1967     | -              |
| 1  | Stéphanie Fotso       | C     | 25 settembre 1987 | Chamalières    |
| 2  | Christelle Tchoudjang | S/O   | 7 luglio 1989     | Chamalières    |
| 4  | Raïssa Nasser         | L     | 19 agosto 1994    | La Rochelle    |
| 5  | Théorine Aboa Mbeza   | C     | 25 agosto 1992    | INJS           |
| 6  | Laetitia Moma Bassoko | S     | 9 ottobre 1993    | Calais         |
| 7  | Henriette Koulla      | P     | 14 settembre 1992 | Tremblay AC    |
| 10 | Berthrade Bikatal     | S     | 23 luglio 1992    | Nyong-et-Kéllé |
| 11 | Victoire Ngon Ntame   | C     | 31 dicembre 1985  | INJS           |
| 12 | Fawziya Abdoulkarim   | S     | 1º marzo 1989     | Chamalières    |
| 13 | Madeleine Essissima   | S     | 29 aprile 1992    | FAP            |
| 14 | Yolande Amana         | P     | 15 settembre 1997 | Bafia          |
| 15 | Emelda Zessi          | C     | 8 aprile 1997     | Bafia          |

Fase a Gironi - Classifica
| Pos | Squadra       | Pt | G | V | P | SV | SP | Ratio | PF  | PS  | Ratio |
| --- | ------------- | -- | - | - | - | -- | -- | ----- | --- | --- | ----- |
| 1   | Brasile       | 15 | 5 | 5 | 0 | 15 | 0  | MAX   | 377 | 272 | 1.386 |
| 2   | Russia        | 12 | 5 | 4 | 1 | 12 | 4  | 3.000 | 393 | 323 | 1.216 |
| 3   | Corea del Sud | 9  | 5 | 3 | 2 | 10 | 7  | 1.428 | 384 | 372 | 1.032 |
| 4   | Giappone      | 6  | 5 | 2 | 3 | 7  | 9  | 0.777 | 347 | 364 | 0.953 |
| 5   | Argentina     | 2  | 5 | 1 | 4 | 3  | 14 | 0.214 | 319 | 407 | 0.783 |
| 6   | Camerun       | 1  | 5 | 0 | 5 | 2  | 15 | 0.133 | 328 | 410 | 0.800 |

Risultati
| 6 agosto 2016 Ginásio do Maracanãzinho, Rio de Janeiro Durata: 1h:03 - Spettatori: 7 890  | Brasile       | 3 - 0 | Camerun | 25-14, 25-21, 25-13               |
| 8 agosto 2016 Ginásio do Maracanãzinho, Rio de Janeiro Durata: 1h:09 - Spettatori: 5 400  | Giappone      | 3 - 0 | Camerun | 25-20, 25-15, 25-17               |
| 10 agosto 2016 Ginásio do Maracanãzinho, Rio de Janeiro Durata: 1h:15 - Spettatori: 6 396 | Russia        | 3 - 0 | Camerun | 25-19, 25-22, 25-23               |
| 12 agosto 2016 Ginásio do Maracanãzinho, Rio de Janeiro Durata: 1h:56 - Spettatori: 5 345 | Argentina     | 3 - 2 | Camerun | 19-25, 25-19, 26-28, 25-21, 15-13 |
| 14 agosto 2016 Ginásio do Maracanãzinho, Rio de Janeiro Durata: 1h:08 - Spettatori: 6 893 | Corea del Sud | 3 - 0 | Camerun | 25-15, 25-22, 25-20               |

### Sollevamento pesi
Maschile
| Atleta                | Evento | Strappo   | Strappo    | Slancio   | Slancio    | Totale | Classifica |
| Atleta                | Evento | Risultato | Classifica | Risultato | Classifica | Totale | Classifica |
| --------------------- | ------ | --------- | ---------- | --------- | ---------- | ------ | ---------- |
| Petit David Minkoumba | −94 kg | 140 kg    | 16º        | 165 kg    | 16º        | 305 kg | 16º        |

| Atleta                      | Evento | Strappo   | Strappo    | Slancio   | Slancio    | Totale | Classifica |
| Atleta                      | Evento | Risultato | Classifica | Risultato | Classifica | Totale | Classifica |
| --------------------------- | ------ | --------- | ---------- | --------- | ---------- | ------ | ---------- |
| Arcangeline Fouodji Sonkbou | -69 kg | 82 kg     | 16º        | 105 kg    | 14º        | 187 kg | 14º        |